# Nightbreed (videogioco)
Nightbreed, spesso citato come Night Breed e presentato come Clive Barker's Nightbreed: The Action Game sulle copertine, è un videogioco tratto dal film dell'orrore Cabal (titolo originale Nightbreed) e pubblicato nel 1990 per i computer Amiga, Amstrad CPC, Atari ST, Commodore 64, MS-DOS e ZX Spectrum dalla Ocean Software. 
Lo stesso anno la Ocean pubblicò anche Nightbreed: The Interactive Movie, un altro titolo tratto dal film, ma di genere diverso e solo per i sistemi a 16 bit (Amiga, Atari ST e MS-DOS).

## Trama
I Nightbreed ("stirpe della notte") sono un antico popolo con capacità sovrumane, come quella di cambiare forma, in passato perseguitati e oggi quasi scomparsi e rifugiati a Midian, un luogo leggendario dove tutte le colpe sono perdonate. Boone è uno psicopatico che si crede responsabile di terribili omicidi, ingannato dal proprio dottore Decker che in realtà è il vero colpevole. Boone viene a sapere di Midian e cerca di raggiungerlo, tuttavia viene seguito anche dai Sons of the Free ("figli dei liberi"), un'organizzazione paramilitare intenzionata a distruggere i Nightbreed. L'avventura inizia con Boone nel cimitero, alla ricerca dell'entrata del labirinto sotterraneo di Midian. Dovrà combattere o evitare tanto i mostruosi Nightbreed quanto i Sons of the Free. Trovate tutte le necessarie chiavi Boone può accedere a Midian e qui cercare di raggiungere Baphomet, che nel gioco è il Dio dei Nightbreed, per essere da lui battezzato e diventare parte della stirpe. Ciò gli consente di trasformarsi per brevi periodi di tempo nel più potente Cabal. I successivi obiettivi sono salvare gli stessi Nightbreed e infine la sua fidanzata Lori. Più volte nella storia deve affrontare The Mask, un alter ego di Decker.

## Modalità di gioco
Il giocatore controlla Boone che, inizialmente disarmato, si avventura in un complesso ambiente da esplorare, formato da molte schermate. Ogni schermata ha visuale laterale, con scorrimento in alcune versioni, e si può cambiare luogo uscendo a destra o a sinistra oppure prendendo porte e arcate trasversali o scalette. Si parte da uno stravagante cimitero in una notte rischiarata dai lampi, per poi scendere ai vari livelli di profondità di Midian, formata da antiche segrete e ponti sospesi. Un sistema di password grafiche permette di cominciare direttamente le partite da posizioni avanzate.
Come nemici si possono incontrare i soldati dei Sons of the Free, armati con pistole, mitra, lanciafiamme o lanciarazzi, questi ultimi guidati da un mirino visibile che il giocatore deve evitare. Quando si avvicinano, i soldati combattono anche in corpo a corpo e a volte se sconfitti lasciano una pistola che Boone può raccogliere. I Nightbreed comprendono molti tipi di mostri di ogni genere, come esseri grassi dal vomito velenoso, scorpioni con testa umana e bulbi oculari volanti. Vanno evitate anche trappole varie, come fiammate e bombe.
Boone si muove correndo in orizzontale, può saltare e abbassarsi e lottare con pugni e calci. Prendendo una pistola da un soldato caduto si possono sparare alcuni colpi. Dopo l'incontro con Baphomet, premendo un tasto Boone può trasformarsi temporaneamente in Cabal e acquisire più forza e resistenza.
Le vite e la riserva di energia per ciascuna vita sono rappresentate da teste di Boone che si trasformano progressivamente in teschi. Sono presenti anche un'area messaggi in alto e un inventario grafico degli oggetti posseduti, con quattro spazi disponibili, in basso.